# Branko Ostojić
Branko Ostojić (in serbo Бранко Остојић?; Goražde, 3 gennaio 1984) è un calciatore serbo, centrocampista dello Jedinstvo Konjevići.